# SN1 reakció
Az SN1 reakció a szerves kémiai szubsztitúciós reakciók egyik fajtája. Az „SN” a nukleofil szubsztitúció rövidítése, míg az „1” azt jelenti, hogy a reakció sebességmeghatározó lépése unimolekulás. A reakció sebességi egyenlete emiatt többnyire elsőrendű az elektrofilre és zérusrendű a nukleofilre nézve. Ez az összefüggés akkor igaz, ha a nukleofil mennyisége jóval nagyobb, mint a karbokation köztiterméké. A sebességi egyenlet pontosabban felírható a steady-state kinetika segítségével. A karbokation intermedieren át lejátszódó SN1 mechanizmus gyakran előfordul szekunder vagy tercier alkil-halogenidek erősen bázikus közegben lejátszódó reakcióinál vagy szekunder és tercier alkoholokkal erősen savas körülmények között. Primer alkil-halogenidekkel SN2 reakció megy végbe. A szervetlen kémiában az SN1 reakciót többnyire disszociatív mechanizmusnak nevezik. Ezt a disszociációs reakcióutat jól leírja a cisz-hatás. Az első reakciómechanizmust Christopher Ingold és munkatársai javasolták 1940-ben. Ebben a reakcióban – az SN2 mechanizmussal ellentétben – nem annyira számít a nukleofil erőssége.

## Mechanizmus
SN1 reakciómechanizmusra példa a terc-butil-bromid vízzel történő hidrolízise, melynek terméke terc-butanol:
Az SN1 reakció három lépésből áll:
- terc-butil karbokation keletkezése a távozó csoport (bromid anion) kilépését követően: ez a lépés lassú és megfordítható folyamat.[4]

- nukleofil támadás: a karbokation reakcióba lép a nukleofillel. Ha a nukleofil semleges molekula (például egy oldószermolekula), akkor a reakció befejeződéséhez egy harmadik lépés is szükséges. Amennyiben az oldószer víz, akkor oxóniumion intermedier keletkezik. Ez a lépés gyors folyamat.

- deprotonálódás: a protonált nukleofil víz – mint bázis – hatására leadja a protont, így jön létre az alkohol és egy hidroxóniumion. Ez a lépés is gyors folyamat.

## Előfordulás
Az SN1 mechanizmus a jellemző, ha a központi szénatom körül nagy térkitöltésű csoportok találhatók, mivel ezek sztérikusan gátolják az SN2 reakciót. Az ilyen szubsztituensek ráadásul növelik a karbokation képződésének sebességét, mivel ez csökkenti a sztérikus feszültséget. A keletkező karbokationt a hozzá kapcsolódó alkilcsoportok az induktív effektus és a hiperkonjugáció révén is stabilizálják. A Hammond-elv alapján azt várható, hogy ez is gyorsítja a karbokation keletkezését. Az SN1 mechanizmus ezért a tercier alkil centrumok reakcióinál van túlsúlyban, de megfigyelhető szekunder alkil centrumok és gyenge nukleofilek reakciójában is.
SN1 reakcióra példa a 2,5-diklór-2,5-dimetilhexán tömény sósavval történő szintézise a megfelelő diolból:

## Sztereokémia
A reakció sebességmeghatározó lépésében keletkező karbokation köztitermékben a központi szénatom sp2 hibridizációjú, az ion térszerkezete síkháromszöges. A nukleofil támadása így két irányból (a sík alól vagy felülről) is bekövetkezhet. Ha egyik irány sem kedvezőbb a másiknál, akkor a két mód egyforma valószínűséggel fog bekövetkezni, így ha a reakció sztereogén centrumon megy végbe, akkor az enantiomerek keveréke racém elegyet fog eredményezni. Erre példa az S-3-klór-3-metilhexán jodidionnal végbemenő SN1 reakciója, melynek terméke 3-jód-3-metilhexán racém elegye:
Mivel a távozó csoport rövid ideig a karbokationos köztitermék közelében maradhat, akadályozva a nukleofil támadását, ezért az egyik sztereoizomer nagyobb mennyiségben lehet jelen. Ezzel szemben az SN2 mechanizmus sztereospecifikus, melynél – ahogy a nukleofil a távozó csoporttal ellentétes irányból közeledik – minden esetben sztereokémiai inverzió játszódik le.

## Mellékreakciók
SN1 mechanizmus esetén két gyakori mellékreakció jelentkezik: elimináció és a karbokation átrendeződése. Ha a reakciót magasabb hőmérsékleten végzik (ami kedvez az entrópia növekedésének), akkor valószínűleg az E1 elimináció lesz túlsúlyban, ami alkén keletkezésével jár. Alacsonyabb hőmérsékleten az SN1 és E1 reakciók egymással versengenek, és nehéz megállapítani, melyik a kedvezményezettebb. Még ha a reakciót hidegen hajtják is végre, akkor is keletkezhet valamennyi alkén. Ha SN1 reakciót erősen bázisos nukleofillel, például hidroxid- vagy metoxidionnal próbálják meg végrehajtani, akkor is keletkezhet alkén, méghozzá E2-elimináció révén. Ez különösen igaz akkor, ha a reakcióelegyet melegítik. Végül, ha a karbokationos köztitermék stabilabb karbokationná rendeződhet át, akkor az egyszerű szubsztitúciós termék helyett inkább a stabilabb karbokationból levezethető termék fog keletkezni.

## Oldószereffektus
Mivel az SN1 reakció során a sebességmeghatározó lépésben köztitermékként egy instabil karbokation keletkezik, bármi, ami ezt elősegíti, gyorsítani fogja a reakciót. A szokásosan használt oldószerek a poláris (ezek általában stabilizálják az ionos köztitermékeket) és (főként a távozó csoport szolvatálására) protikus oldószerek. A jellemző poláris protikus oldószerek a víz és az alkoholok, ezek nukleofilként is részt vehetnek a reakcióban, ezt szolvolízisnek nevezik.
Az Y-skála valamely oldószer (k) szolvolízis sebességének és egy szabványos oldószerben (80% v/v etanol/víz) mért (k0) reakciósebesség közötti kapcsolaton alapul:
{\displaystyle \log {\left({\frac {k}{k_{0}}}\right)}=mY\,}
ahol m a reaktánsra jellemző állandó (terc-butil-kloridra m = 1), Y pedig az oldószer paramétere. 100%-os etanolban például Y = −2,3, 50%-os etanolra vízben Y = +1,65, míg 15%-os koncentráció esetén Y = +3,2.

## Fordítás
Ez a szócikk részben vagy egészben  a   SN1 reaction című angol Wikipédia-szócikk ezen változatának fordításán alapul.  Az eredeti cikk szerkesztőit annak laptörténete sorolja fel. Ez a jelzés csupán a megfogalmazás eredetét és a szerzői jogokat jelzi, nem szolgál a cikkben szereplő információk forrásmegjelöléseként.